# Gernsbacher Runde

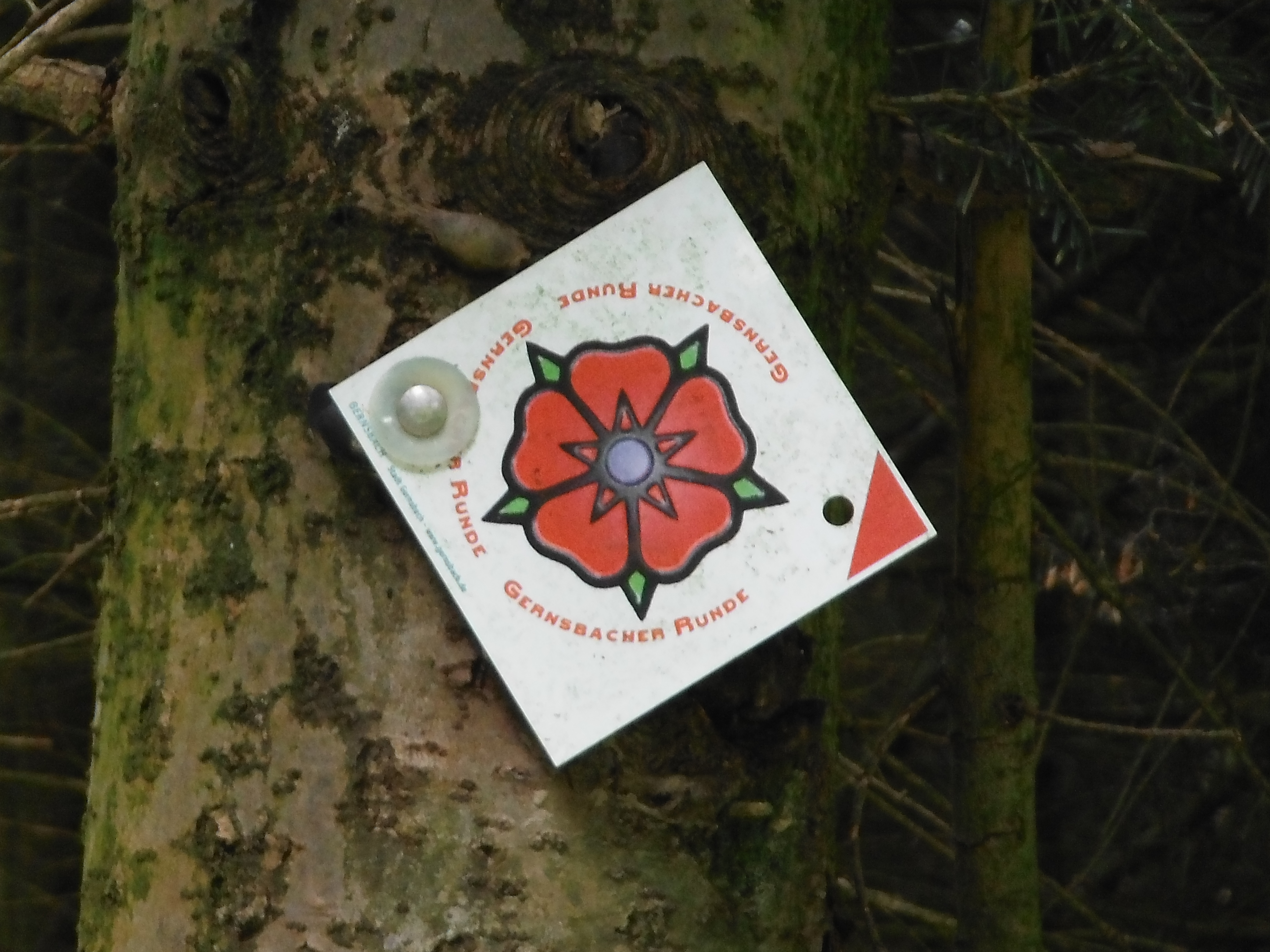
Wegmarkierung der Gernsbacher Runde

Die Gernsbacher Runde ist ein Mehrtages-Rundwanderweg um Gernsbach im nördlichen Schwarzwald. Der Weg ist 42,7 km lang und in zwei bis drei Tagesetappen zu bewältigen. Er wurde vom Deutschen Wanderinstitut mit dem Prädikat Deutsches Wandersiegel ausgezeichnet. Eröffnungstermin war der 29. April 2007.

## Verlauf

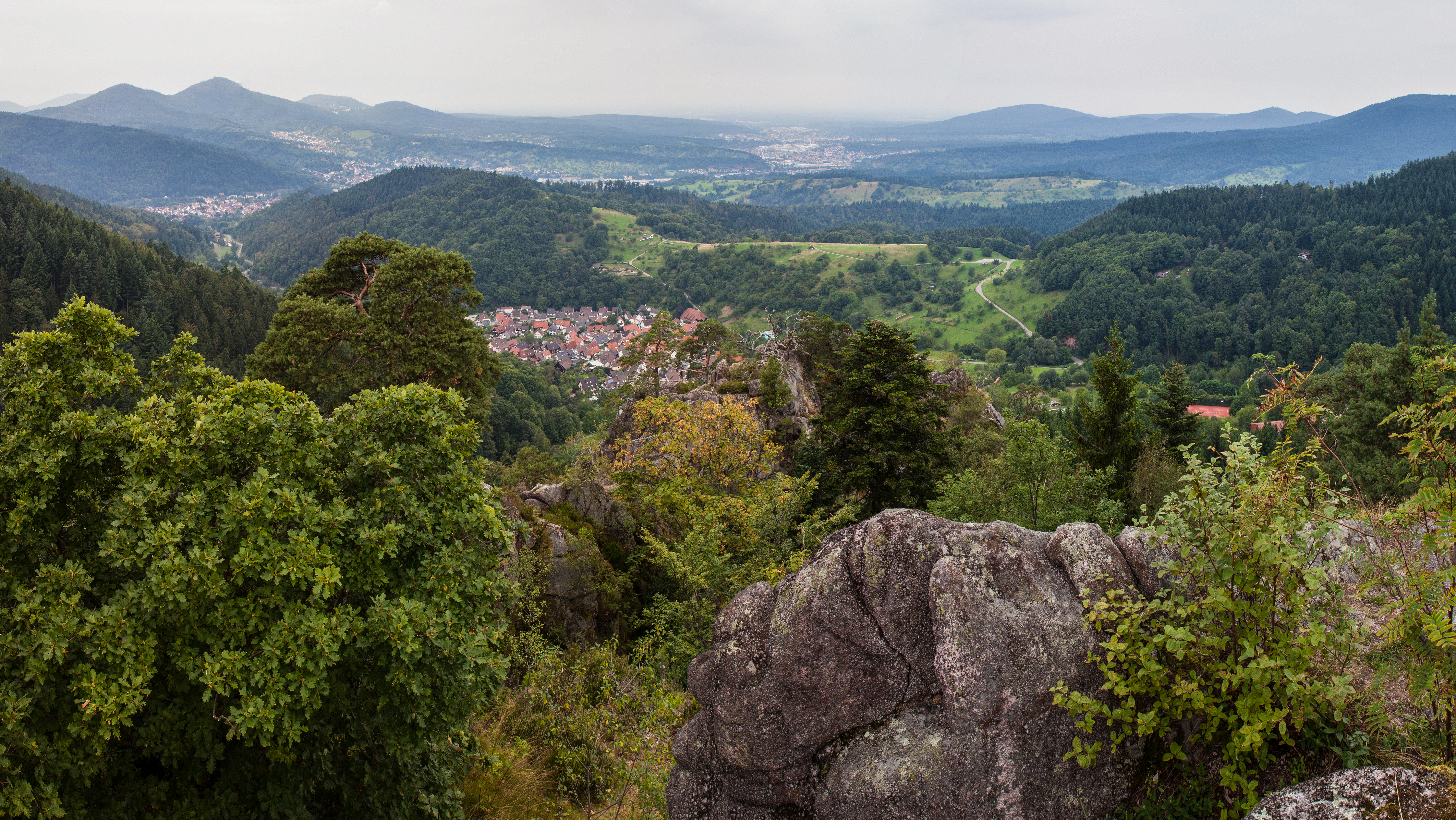
Blick von den Lautenfelsen ins untere Murgtal

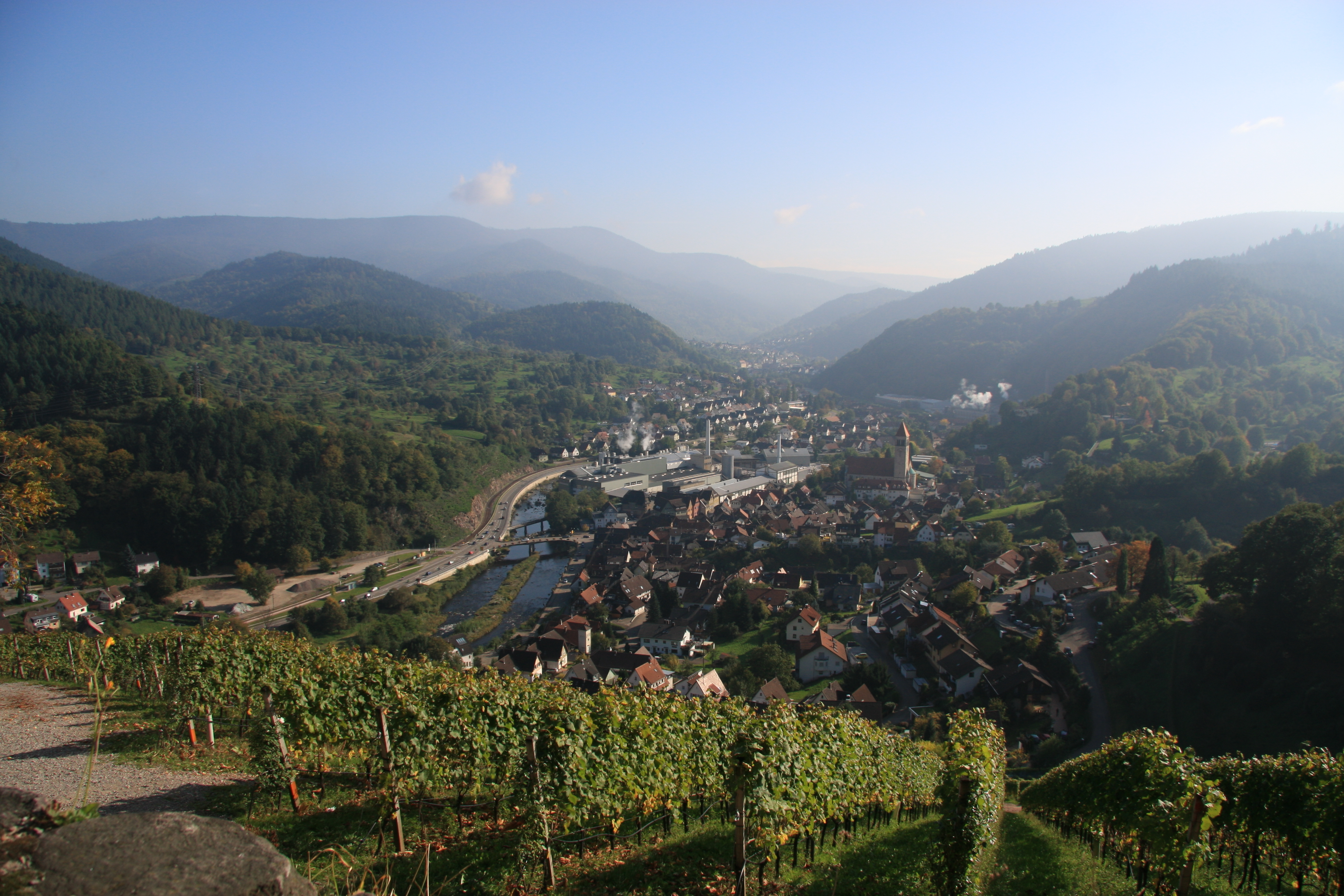
Blick von Schloss Eberstein über Obertsrot und Hilpertsau ins mittlere Murgtal

Der Weg startet im Murgtal, erklimmt über ein Seitental die östliche Talflanke und kehrt bei Hilpertsau zurück zur Murg, bevor er die Höhen westlich von Gernsbach mit dem Merkur als höchstem Punkt erreicht. Die Runde schließt sich mit dem erneuten Abstieg ins Murgtal.
- Portal Gernsbacher Runde in Gernsbach-Nord (170 m ü. NN; Entfernung vom Bahnhof Gernsbach: 1 km)
- Laufbachtal
- Loffenau (Bushaltestelle Linien 244, X44)
- Illertkapelle
- Lautenbach (Haltestelle Anruflinientaxi/Bus 247/247s)
- Lautenfelsen (Naturschutzgebiet)
- Rockertkopf (660 m ü. NN)
- Reichental (Bushaltestelle Linie 242)
- Kunstweg am Reichenbach
- Hilpertsau (ca. 200 m ü. NN; Haltestelle Bahnen RB 41, S 8 und S 81, Bus 242)
- Schloss Eberstein
- Gernsbacher Sagenweg
- Müllenbild
- Merkur (669 m ü. NN; Bergbahn nach Baden-Baden)
- Staufenberg (Bushaltestelle Linie 244)
- Lieblingsfelsen (Naturschutzgebiet)
- Bahnhof Gernsbach (170 m ü. NN; Haltestelle Bahnen RE 40, RB 41, S 8, S 81; Busse/Anruflinientaxis 242, 244, 247, 255 und X44)

## Beschilderung
Das Wegesymbol ist die rote Ebersteiner Rose auf weißem Grund. Die Schilder sind 10 × 10 cm große, auf Eck stehende Quadrate. Eine rot markierte Ecke weist jeweils die Richtung.